# Bråbygdens och Finspånga läns domsaga
Bråbygdens och Finspånga läns domsaga var en domsaga i Östergötlands län, bildad 1 januari 1927 (enligt beslut den 11 juni 1926) genom sammanslagning av Björkekinds, Östkinds, Lösings, Bråbo och Memmings domsaga med Finspånga läns domsaga. Domsagan upplöstes 1971 och dess verksamhet överfördes till Norrköpings tingsrätt och domsaga.
Domsagan lydde under Göta hovrätt och omfattade häraderna Björkekind, Östkind, Lösing, Bråbo, Memming samt Finspånga län.

## Tingslag
Domsagans två tingslag slogs ihop den 1 januari 1948 (enligt beslut den 10 juli 1947) för att bilda Bråbygdens och Finspånga läns domsagas tingslag.

### Från 1927
- Bråbygdens tingslag
- Finspånga läns tingslag

### Från 1948
- Bråbygdens och Finspånga läns domsagas tingslag

## Häradshövdingar
- 1927–1947 Sigurd Nyrén
- 1947–1967 Walter Behrman
- 1967–1970 Göran Åström